# بخش سونسوناتی
بخش سونسوناتی (به اسپانیایی: Departamento de Sonsonate) یک منطقهٔ مسکونی در السالوادور است که در السالوادور واقع شده‌است. بخش سونسوناتی ۱٬۲۲۵٫۸ کیلومتر مربع مساحت و ۴۶۳٬۷۳۹ نفر جمعیت دارد.